# Тьерри I (граф Отёна)
Тьерри (Теодерик, Теодорих) I (фр. Thierry I d'Autun, ум. после 791) — граф Отёна, Макона и Вьенна с 733 (?). Тьерри I стал родоначальником рода Гильемидов, представители которого играли заметную роль в IX веке.

## Происхождение
Тьерри (Теодерик) I является первым достоверно известным представителем рода Гильемидов, но происхождение его самого точно не известно. Главная сложность заключается в том, что в это время в исторических источниках упоминаются несколько графов по имени Теодорик или Теодерик из семейств, находившихся в близком родстве.
Существует несколько версий его происхождения. Наличие среди его потомков имён Тьерри, Бернар, Герберт и Роланд позволило в 1955 году Эдуарду Главичке выдвинуть предположение о родстве Гильемидов с семьёй Бертрады Прюмской (Гугобертидами). В акте об основании Прюмского монастыря, подписанного Бертрадой в присутствии своего сына Хариберта Лаонского, упоминаются её родственники Роланд, Бернхар и Тьерри. В настоящее время наибольшее распространение получила версия, согласно которой, родоначальником Гильемидов был Бернхар, иногда отождествляемый с Бернариусом, графом в Септимании, возможно женатый на Роланде (Хродоланде), которая, по версии Пьера Рише, была дочерью пфальцграфа Гугоберта и Ирмины, а также сестрой Бертрады Прюмской. По версии Кристиана Сеттипани, Роланда была дочерью Бертрады Прюмской. Сыном Бернхара и Роланды был Тьерри (Теодерик), вероятный отец Теодерика I, графа Отёна.

## Биография
После разгрома арабской армии в битве при Пуатье, в 733 году майордом Карл Мартелл подчинил себе Бургундию, раздав захваченные владения своим приближенным: в Шалоне он посадил Адаларда, а в Отёне и Вьенне — Тьерри (Теодерика). Граф Отёна по имени Теодерик (Тьерри) упоминается в 742 и 750 годах, однако точно не установлено, относятся эти сведения к Теодерику I или к его одноимённому отцу. Также в состав владений Тьерри входил Макон.
Следующее упоминание Тьерри относится к 775 году, когда он назван среди приверженцев короля Карла Великого. В декабре 782 году Тьерри упоминают «Анналы королевства франков», при описании сражения при Зюнтеле называя его родственником короля Карла. Последнее упоминание о Тьерри относится к 791 году, когда он участвовал в походе на авар, возглавляя саксонскую армию.
Точный год смерти графа Тьерри неизвестен. В акте монастыря в Желоне, датированном 14/15 декабря 804 года, он назван уже умершим. Вероятно, он скончался вскоре после 791 года. Наследовал Тьерри его старший сын Теодоан.

## Брак и дети
Жена: Альдона (Альда), по версии Сеттипани, дочь Карла Мартелла, майордома франков. Дети:
- Теодоан (ум. 796/826) — граф Отёна и Макона 793—796
- Тьерри (Теодерик) (II) (ум. после 811)
- Адалельм (Аллом)
- сын
- Гильом Желонский (Святой) (ок.750 — 28 мая 812) — граф Тулузы 790—806, маркиз Септимании 801—806, с 806 года монах в аббатстве Сен-Гильем-ле-Десерт
- Абба (Альбана) (ум. после 804); муж: Нивелон (Нибелунг) II (ум. после 805), граф Мадри
- Берта (Бертана)